# Arga Mulya
Arga Mulya is een bestuurslaag in het regentschap Bengkulu Utara van de provincie Bengkulu, Indonesië. Arga Mulya telt 3270 inwoners (volkstelling 2010).